# Fast Retailing
Fast Retailing Co., Ltd. (株式会社ファーストリテイリング Kabushiki Kaisha Fāsuto Riteiringu) es una empresa multinacional de comercio minorista de Japón, con sede en Yamaguchi. Su principal subsidiaria es Uniqlo; sin embargo, posee otras marcas como a J Brand, Comptoir des Cotonniers, G.U, Princesse Tam-Tam y Theory.

## Historia
La compañía fue fundada en 1963 como Ogori Shoji Co., Ltd. por Tadashi Yanai.

## Marcas del grupo
- Uniqlo: Es la marca principal del grupo. Está especializada en ropa de diario con diseños sencillos, básicos y universales para todos los públicos.
- GU: Especializada en ropa y complementos a precios económicos. Está dirigida a todos los públicos.
- Theory: Marca especializada en moda joven de lujo. Fue fundada en 1997 por Andrew Rosen y Elie Tahari, y pertenece a Fast Retailing desde 2003.
- PLST: Especializada en moda joven de uso casual, es una escisión de Theory.
- J Brand: Marca internacional de ropa vaquera y moda joven.
- Comptoir des Cotonniers: Especializada en moda francesa para mujer.
- Princesse Tam Tam: Lencería y ropa interior femenina.
- Helmut Lang: Marca de moda con diseños minimalistas, fundada por el austríaco Helmut Lang.

## Conexiones externas
- Site oficial da Fast Retailing (en jp)
- Site oficial da Fast Retailing (en jp)

- Datos: Q1397688
- Multimedia: Fast Retailing / Q1397688